# Ephemerotoma skarzynskii
 (septembre 2019).
Genre
Espèce
Ephemerotoma skarzynskii, unique représentant du genre Ephemerotoma, est une espèce de collemboles de la famille des Isotomidae.

## Distribution
Cette espèce est endémique d'Iran.

## Étymologie
Cette espèce est nommée en l'honneur de Dariusz Skarżyński.

## Publication originale
- Potapov, Kahrarian, Deharveng & Shayanmehr, 2015 : Taxonomy of the Proisotoma complex. V. Sexually dimorphic Ephemerotoma gen. nov. (Collembola: Isotomidae). Zootaxa, no 4052(3), p. 345-358.